# Victoria Rodríguez
Victoria Rodríguez (* 22. April 1995 in Victoria de Durango, Durango) ist eine mexikanische Tennisspielerin.

## Karriere
Rodríguez, die mit sechs Jahren das Tennisspielen begann, bevorzugt dabei den Hartplatz. Sie spielt hauptsächlich auf der ITF Women’s World Tennis Tour, auf der sie bisher neun Turniersiege im Einzel und 25 im Doppel errungen hat.
Auf der WTA Tour erreichte sie 2013 bei den Abierto Mexicano Telcel mit ihrer Partnerin Marcela Zacarías mit einer Wildcard das Viertelfinale im Doppel. Im Jahr darauf schieden die beiden beim gleichen Turnier bereits in der ersten Runde aus, ebenso wie bei den Monterrey Open. 2015 scheiterten die beiden beim Abierto Mexicano Telcel ebenso wieder in der ersten Runde wie auch beim Abierto Monterrey Afirme.
Ihre besten Weltranglistenpositionen erreichte sie im Einzel im November 2015 mit Rang 216 sowie im Doppel im Juni 2018 mit Rang 113, nachdem sie mit ihrer Partnerin Bibiane Schoofs das WTA-Challenger L&T Mumbai Open 2017 gewinnen konnte.
Seit 2014 spielt sie für die mexikanische Fed-Cup-Mannschaft, für die sie bislang fünf Siege bei sieben Niederlagen beisteuern konnte.

## Turniersiege

### Einzel
| Nr. | Datum             | Turnier         | Kategorie   | Belag     | Finalgegnerin                 | Ergebnis              |
| --- | ----------------- | --------------- | ----------- | --------- | ----------------------------- | --------------------- |
| 1.  | 5. Oktober 2013   | Victoria        | ITF $15.000 | Hartplatz | Ana Sofía Sánchez             | 6:2, 4:6, 4:0 Aufgabe |
| 2.  | 3. November 2013  | Quintana Roo    | ITF $10.000 | Hartplatz | Lauren Albanese               | 6:2, 6:4              |
| 3.  | 22. Juni 2014     | Quintana Roo    | ITF $10.000 | Hartplatz | Ana Sofía Sánchez             | 4:6, 6:2, 6:4         |
| 4.  | 24. August 2014   | Rosarito        | ITF $10.000 | Hartplatz | Marcela Zacarías              | 6:3, 6:1              |
| 5.  | 30. August 2015   | San Luis Potosí | ITF $15.000 | Hartplatz | María Fernanda Álvarez Terán  | 7:63, 2:6, 6:3        |
| 6.  | 11. Dezember 2016 | La Paz          | ITF $10.000 | Sand      | Victoria Bosio                | 6:1, 7:65             |
| 7.  | 18. Dezember 2016 | Santa Cruz      | ITF $10.000 | Sand      | Fernanda Brito                | 6:4, 6:3              |
| 8.  | 9. Juni 2018      | Hua Hin         | ITF $25.000 | Hartplatz | Julia Glushko                 | 6:4, 6:1              |
| 9.  | 17. Juli 2022     | Cancún          | ITF W15     | Hartplatz | Lya Isabel Fernández Olivares | 6:3, 6:1              |

### Doppel
| Nr. | Datum              | Turnier                    | Kategorie      | Belag     | Partnerin                   | Finalgegnerinnen                              | Ergebnis         |
| --- | ------------------ | -------------------------- | -------------- | --------- | --------------------------- | --------------------------------------------- | ---------------- |
| 1.  | 26. April 2014     | Antalya                    | ITF $10.000    | Hartplatz | Marcela Zacarías            | Camila Fuentes Szabina Szlavikovics           | 6:1, 6:1         |
| 2.  | 2. Mai 2014        | Antalya                    | ITF $10.000    | Hartplatz | Marcela Zacarías            | Alena Fomina Lee Pei-chi                      | 6:4, 4:6, [10:5] |
| 3.  | 11. Mai 2014       | Antalya                    | ITF $10.000    | Hartplatz | Marcela Zacarías            | Alexa Guarachi Kate Turvy                     | 6:1, 1:6, [10:4] |
| 4.  | 22. August 2014    | Rosarito                   | ITF $10.000    | Hartplatz | Marcela Zacarías            | Alexandra Cercone Alexa Guarachi              | 6:4, 6:1         |
| 5.  | 30. August 2014    | San Luis Potosí            | ITF $10.000    | Hartplatz | Marcela Zacarías            | Erin Clark Ayaka Okuno                        | 6:1, 5:7, [10:8] |
| 6.  | 20. Februar 2015   | Cuernavaca                 | ITF $25.000    | Hartplatz | Marcela Zacarías            | Alexandra Morozova Daniella Roldan            | 6:4, 6:0         |
| 7.  | 21. März 2015      | Irapuato                   | ITF $25.000    | Hartplatz | Marcela Zacarías            | Ayaka Okuno Ana Sofía Sánchez                 | 6:1, 7:5         |
| 8.  | 8. Mai 2015        | Obregón                    | ITF $15.000    | Hartplatz | Marcela Zacarías            | Ana Sofía Sánchez Francesca Segarelli         | 6:3, 6:1         |
| 9.  | 4. Dezember 2015   | Santiago                   | ITF $25.000    | Sand      | Renata Zarazúa              | Florencia Molinero Laura Pigossi              | 6:2, 5:7, [10:7] |
| 10. | 27. November 2016  | Santiago                   | ITF $10.000    | Sand      | Ana Sofía Sánchez           | Fernanda Brito Camila Giangreco Campiz        | 7:5, 7:5         |
| 11. | 11. Dezember 2016  | La Paz                     | ITF $10.000    | Sand      | Victoria Bosio              | Stephanie Nemtsova Thaisa Grana Pedretti      | 7:62, 6:4        |
| 12. | 22. Juli 2017      | Olmütz                     | ITF $80.000    | Sand      | Amandine Hesse              | Michaela Hončová Raluca Georgiana Șerban      | 3:6, 6:2, [10:6] |
| 13. | 26. November 2017  | Mumbai                     | WTA Challenger | Hartplatz | Bibiane Schoofs             | Dalila Jakupović Irina Chromatschowa          | 7:5, 3:6, [10:7] |
| 14. | 1. Juni 2018       | Hua Hin                    | ITF $25.000    | Hartplatz | Erin Routliffe              | Nicha Lertpitaksinchai Peangtarn Plipuech     | 7:5, 3:6, [10:6] |
| 15. | 8. Juni 2018       | Hua Hin                    | ITF $25.000    | Hartplatz | Erin Routliffe              | Mana Ayukawa Nina Stadler                     | 6:4, 6:4         |
| 16. | 14. Juli 2018      | Winnipeg                   | ITF $25.000    | Hartplatz | Akiko Omae                  | Julia Glushko Sanaz Marand                    | 7:62, 6:3        |
| 17. | 20. April 2019     | Cancun                     | ITF W15        | Hartplatz | Marcela Zacarías            | Mathilde Armitano Yuriko Miyazaki             | 6:2, 6:0         |
| 18. | 1. Juni 2019       | Nonthaburi                 | ITF W25        | Hartplatz | Sabina Sharipova            | Lorraine Guillermo Maegan Manasse             | 6:3, 6:4         |
| 19. | 27. Juli 2019      | Vitoria-Gasteiz            | ITF W25        | Hartplatz | Ana Sofía Sánchez           | Alba Carrillo Marín Ángela Fita Boluda        | 6:3, 6:3         |
| 20. | 10. August 2019    | Las Palmas de Gran Canaria | ITF W25        | Hartplatz | Ana Sofía Sánchez           | Marina Bassols Ribera Shuo Feng               | 6:3, 7:5         |
| 21. | 25. September 2021 | Cancún                     | ITF W15        | Hartplatz | María José Portillo Ramírez | Chelsea Fontenel Qavia Lopez                  | 6:1, 6:1         |
| 22. | 16. Juli 2022      | Cancún                     | ITF W15        | Hartplatz | Jessica Hinojosa Gómez      | Alicia Herrero Liñana Melany Solange Krywoj   | 6:2, 7:5         |
| 23. | 29. Juli 2023      | Bragado                    | ITF W25        | Sand      | Romina Ccuno                | Luciana Moyano Candela Vázquez                | 6;2, 6:3         |
| 24. | 5. August 2023     | Junín                      | ITF W25        | Sand      | Romina Ccuno                | Julieta Lara Estable Fernanda Labraña         | 6:2, 2:6, [10:7] |
| 25. | 7. Oktober 2023    | Mendoza                    | ITF W25        | Sand      | Romina Ccuno                | Nicole Fossa Huergo Luisa Meyer auf der Heide | 6:3, 6:3         |
| 26. | 25. Januar 2025    | Buenos Aires               | ITF W35        | Sand      | Ana Sofía Sánchez           | Michaela Bayerlová Briana Szabó               | 5:7, 6:2, [10:8] |